# Sceloporus caeruleus
Espèce
Synonymes
- Sceloporus ornatus caeruleus Smith, 1936

Sceloporus caeruleus est une espèce de sauriens de la famille des Phrynosomatidae.

## Répartition
Cette espèce est endémique du Coahuila au Mexique.

## Étymologie
Le nom spécifique caeruleus vient du latin caeruleus, bleu, en référence à la coloration de cette espèce.

## Publication originale
- Smith, 1936 : Two new subspecies of Mexican lizards of the genus Sceloporus. Copeia, vol. 1936, no 4, p. 223-230.